# Kara Para Aşk
Kara Para Aşk è una serial televisivo turco trasmesso su ATV dal 12 marzo 2014 al 15 luglio 2015.

## Trama
Ömer (Engin Akyürek) è un giovane borghese che lavora presso la sezione del crimine organizzato a Van (la città nella parte orientale della Turchia). È un poliziotto idealista che ha scelto questa occupazione dopo che suo padre è stato ucciso anni fa, ma il suo caso di omicidio non è stato risolto. Ömer vuole fare del suo meglio in modo che nessun altro crimine rimanga irrisolto. Ecco perché, rinvia persino il suo fidanzamento per adempiere al suo recente incarico. In caso di successo, gli viene concesso un premio per il successo e un mese di congedo dal lavoro. In vacanza, Omer va immediatamente a Istanbul dove vivono la sua famiglia e la sua fidanzata.
D'altra parte, Elif (Tuba Büyüküstün) è un designer di successo che lavora nel settore della gioielleria. Vive felicemente in Italia a parte la sua ricca famiglia, madre Zerrin (Nebahat Çehre), padre Ahmet (Aytaç Arman), sorelle Nilufer (Bestemsu Özdemir) e Asli (Hazal Türesan). Elif va a Istanbul dove vive la sua famiglia per festeggiare il suo compleanno con loro.
Le vite di queste due persone si incrociano a causa di un omicidio. Omer perde la sua amata fidanzata mentre Elif perde suo padre nella stessa macchina. Cercano di capire perché queste due persone sono nella stessa macchina, come si conoscono e perché vengono uccise. Poco dopo, si rendono conto che questo caso di omicidio è legato ai diamanti. Omer trova un diamante nella stanza della sua fidanzata e un diamante nell'auto dove sono stati trovati i cadaveri. Nel frattempo, Elif è stato chiesto di portare diamanti se vuole salvare la sua sorellina che viene rapita dai membri della mafia. In questa situazione, Ömer ed Elif non hanno altro da fare che agire insieme. Non sanno che il leader di tutta questa faccenda è un uomo che Elif vede come uno zio. Un uomo che conosce tutti i loro segreti ed è sempre un passo avanti a Ömer ed Elif.

## Interpreti e personaggi
| Attore/Attrice       | Personaggio        |
| -------------------- | ------------------ |
| Engin Akyürek        | Ömer Demir         |
| Tuba Büyüküstün      | Elif Denizer       |
| Nebahat Çehre        | Zerrin Denizer     |
| Erkan Can            | Tayyar Dündar      |
| Bestemsu Özdemir     | Nilüfer Denizer    |
| Hazal Türesan        | Aslı Denizer       |
| Burak Tamdoğan       | Hüseyin Demir      |
| Tuvana Türkay        | Bahar Çınar        |
| Saygın Soysal        | Metin/Fatih Dündar |
| Işıl Yücesoy         | Nedret             |
| Emre Kızılırmak      | Levent İnanç       |
| Serkan Kuru          | Taner              |
| Güler Ökten          | Elvan Demir        |
| Öykü Karayel         | İpek               |
| İlkin Tüfekçi        | Pelin Serter       |
| Ahmet Tansu Taşanlar | Arda Çakır         |
| Deniz Barut          | Pinar              |
| Ali Yörenç           | Mert Dündar        |
| Aytaç Arman          | Ahmet Denizer      |
| Selin Ortaçlı        | Sibel Andaç        |
| Bedia Ener           | Fatma Andaç        |
| Kerimhan Duman       | Can                |
| Elif İnci            | Melike Demir       |
| Damla Colbay         | Demet Demir        |
| Bülent Çankaya       | Vice sicurezza     |